# Abu Tbeirah
 (mars 2018).
Abu Tbeirah 30° 59′ N, 46° 16′ E est un site archéologique d'Irak, correspondant à une ville sumérienne. Il a été mis au jour par une équipe italo-irakienne.